# Andrea Bertolini
Andrea Bertolini, född 1 december 1973 i Sassuolo, Italien, är en italiensk racerförare.

## Racingkarriär
Bertolini inledde sin seniorkarriär inom GT-racingen, där han blev fyra i FIA GT:s GT3-klass 2002, innan han blev trea 2003. Han fick även göra enstaka tester med Scuderia Ferrari i Formel 1, innan han blev heltidsförare i GT1 från och med 2005. Han blev sedermera väldigt framgångsrik i klassen, då han blev mästare 2006, 2008 och 2009 för Maserati tillsammans med tysken Michael Bartels. Till säsongen 2010 försvann FIA GT och FIA GT1 World Championship tog över. Bertolini och Bartels fortsatte dock, och tog sin fjärde världsmästartitel i GT1-sammanhang.
Efter att ha tävlat i FIA:s GT-mästerskap i nio år, lämnade Bertolini dessa till säsongen 2011. Istället började han med standardvagnsracing i Superstars Series med en Maserati Quattroporte.